# Trambileno
Trambileno (deutsch veraltet: Trumbeleis oder Trumelays) ist eine italienische Gemeinde (comune) mit 1474 Einwohnern (Stand 31. Dezember 2023) im Trentino in der Region Trentino-Südtirol.

## Lage
Die Gemeinde liegt etwa 22 Kilometer südsüdwestlich von Trient zwischen den beiden Flussarmen des Torrente Leno, dem Leno di Terragnolo und dem Leno di Vallarsa, woraus sich auch der Gemeindename (deutsch Zwischen beiden Lenos) ableitet. Sie gehört zur Talgemeinschaft Comunità della Vallagarina und grenzt unmittelbar an die Provinz Vicenza (Venetien). Die Nachbargemeinden sind Rovereto, Vallarsa, Terragnolo sowie Posina und Valli del Pasubio in der Provinz Vicenza. Der Verwaltungssitz befindet sich im Ortsteil Moscheri. Zum Gemeindegebiet gehören die nordwestlichen Ausläufer des Pasubio mit dem Rifugio Vincenzo Lancia sowie der Lago di San Colombano.

## Verwaltungsgliederung
Zur Gemeinde Trambileno gehören neben dem  Gemeindesitz in Moscheri noch weitere 18 Fraktionen bzw. Weiler oder vereinzelt stehende Häuser: Acheni, Boccaldo, Ca’ Bianca, Clocchi, Dosso, Giazzera, Lesi, Pian del Levro, Porte, Pozza, Pozzacchio, Rocchi, S. Colombano, Sega, Spino, Toldo, Vanza und Vignali.

## Gemeindepartnerschaft
- Bento Gonçalves,  Brasilien. Nach Bento Gonçales im Bundesstaat Rio Grande do Sul wanderten in den 1870er Jahren zahlreiche Familien aus dem Vallagarina, darunter auch aus dem Gemeindegebiet von Trambileno, aus.[3]

## Verkehr
Durch die Gemeinde führt die Strada Statale 46 del Pasubio von Vicenza nach Rovereto.

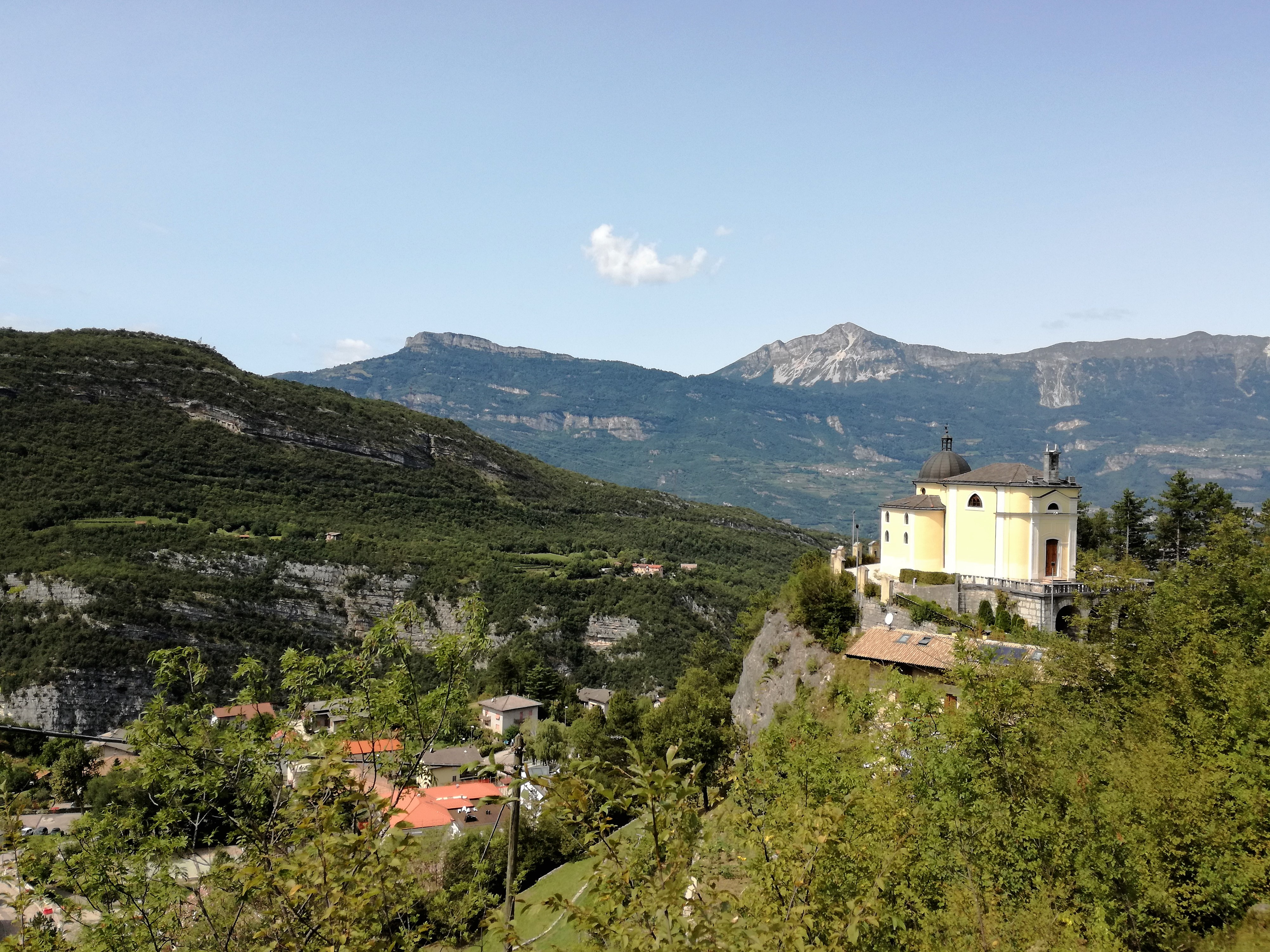
Moscheri – Wallfahrtskirche Madonna de La Salette mit dem Monte Stivo (rechts) und Monte Biaena (links) im Hintergrund
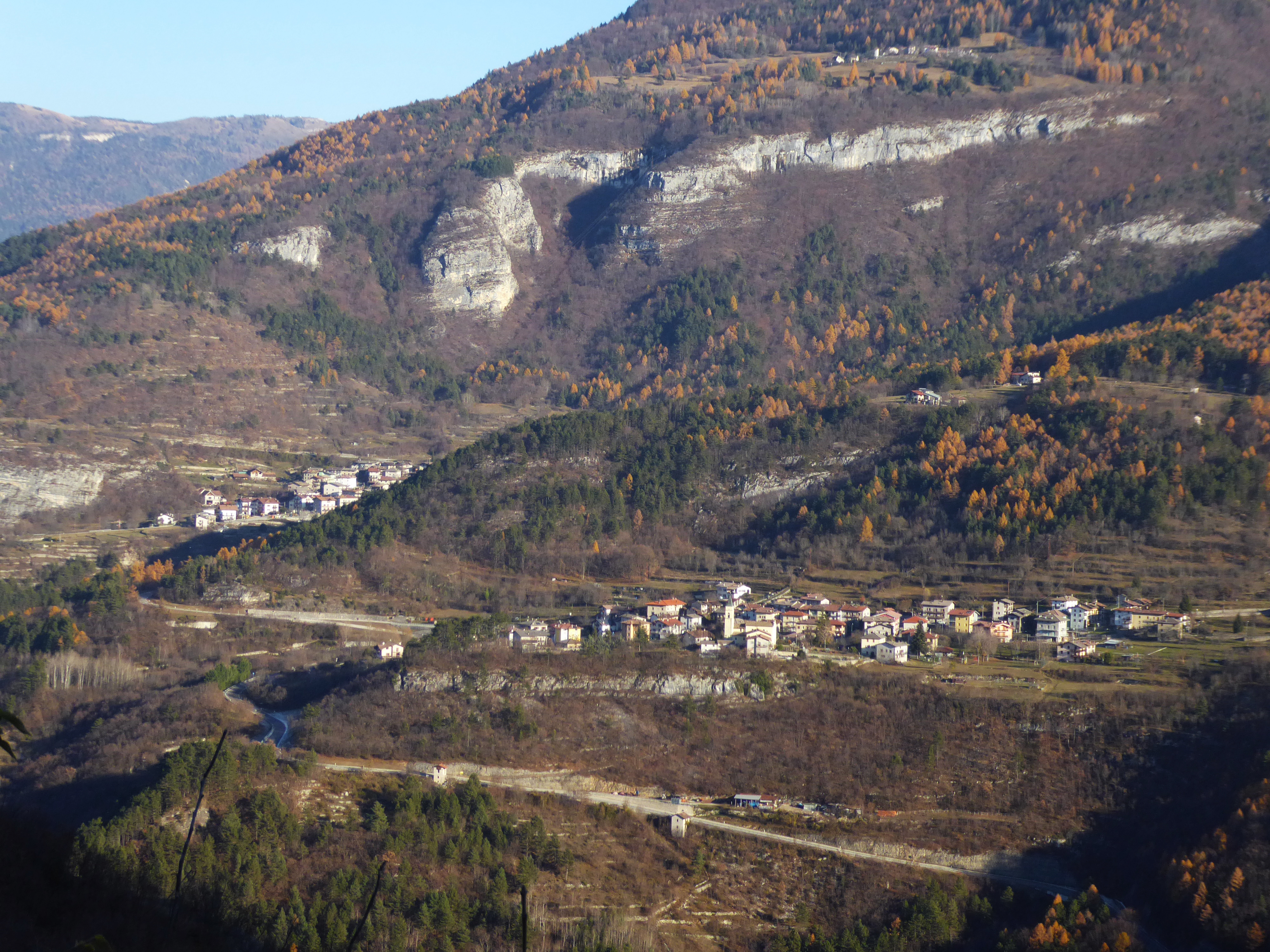
Ortsteile Boccaldo (links) und Vanza (rechts)
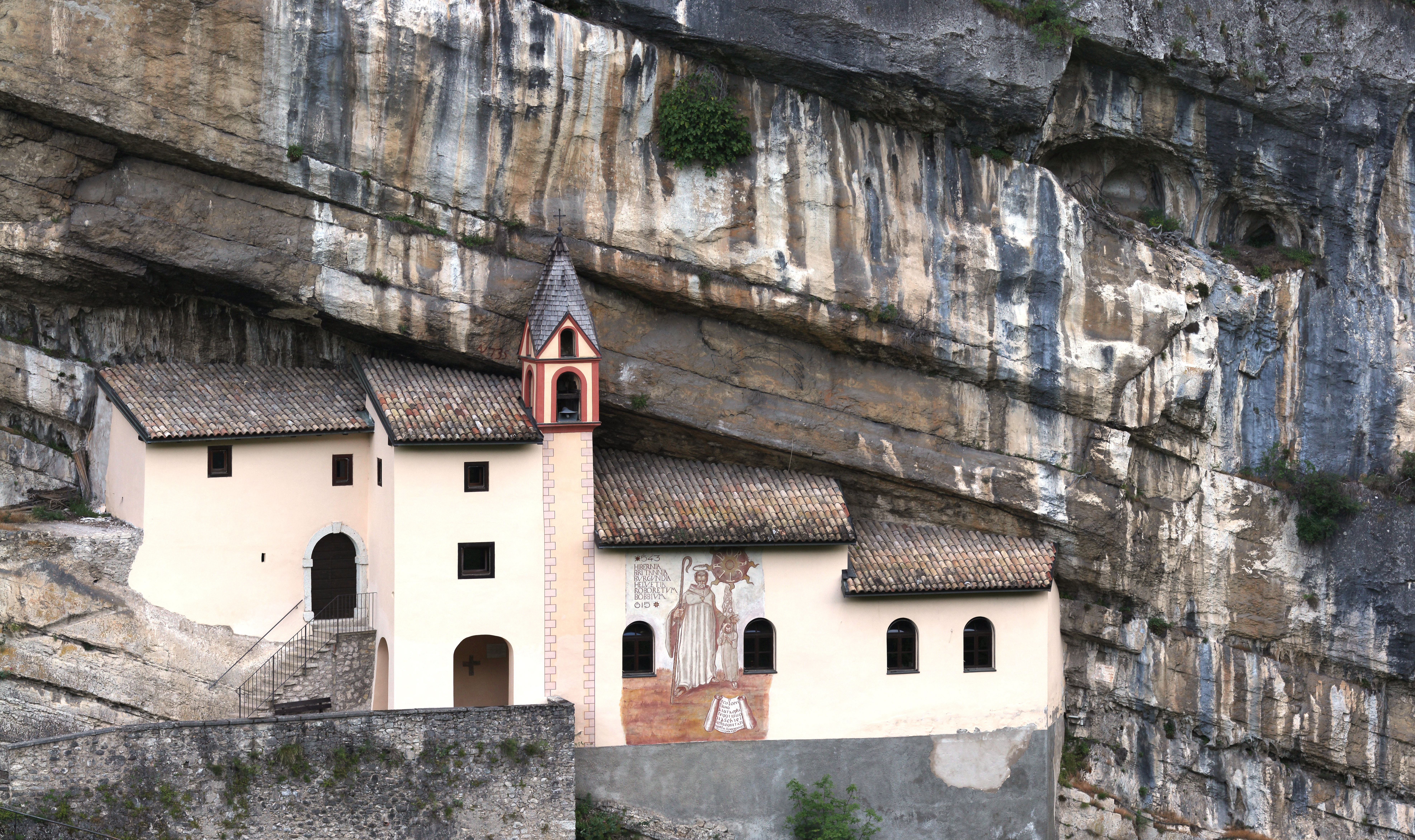
Einsiedelei San Colombano
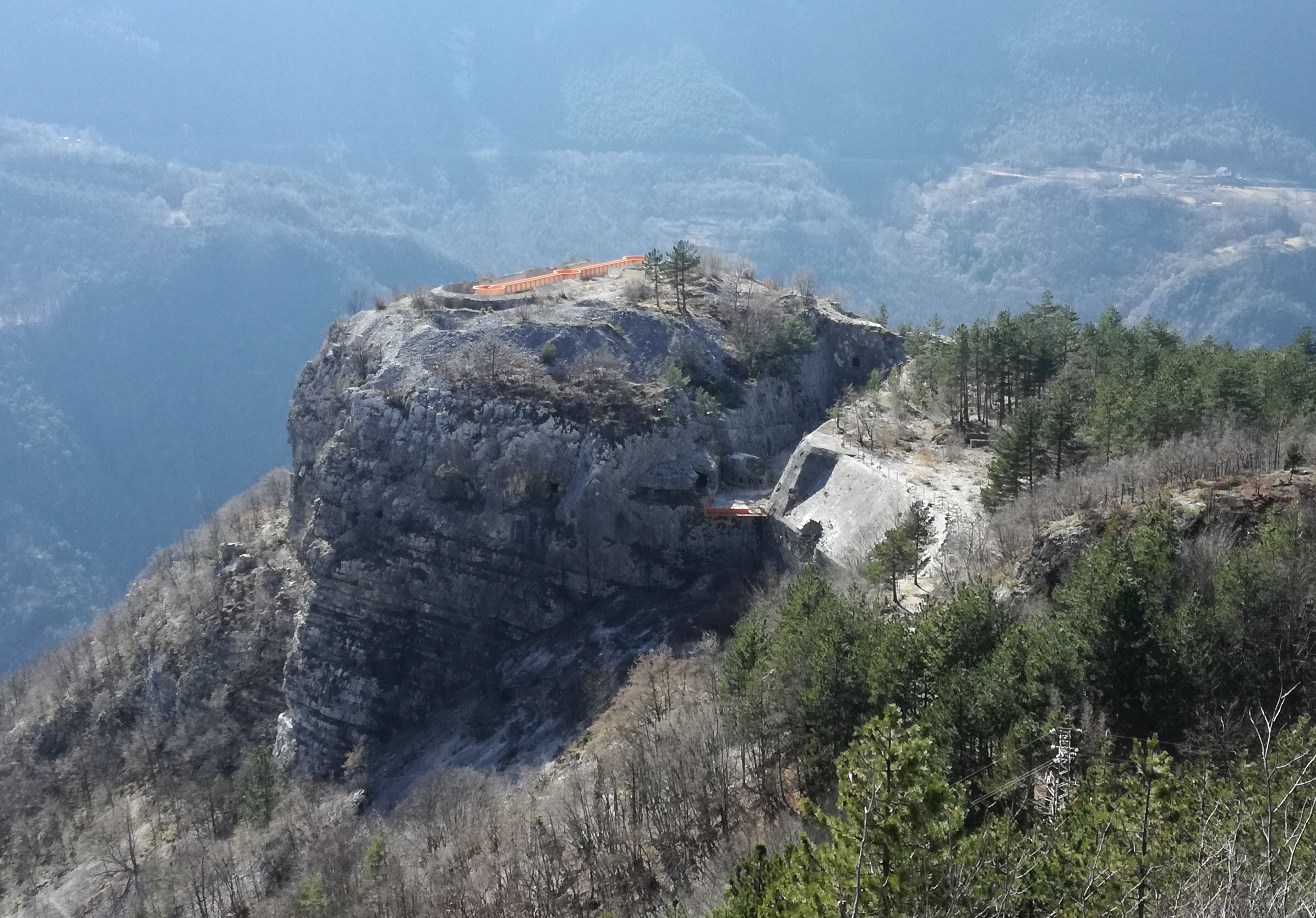
Werk Valmorbia
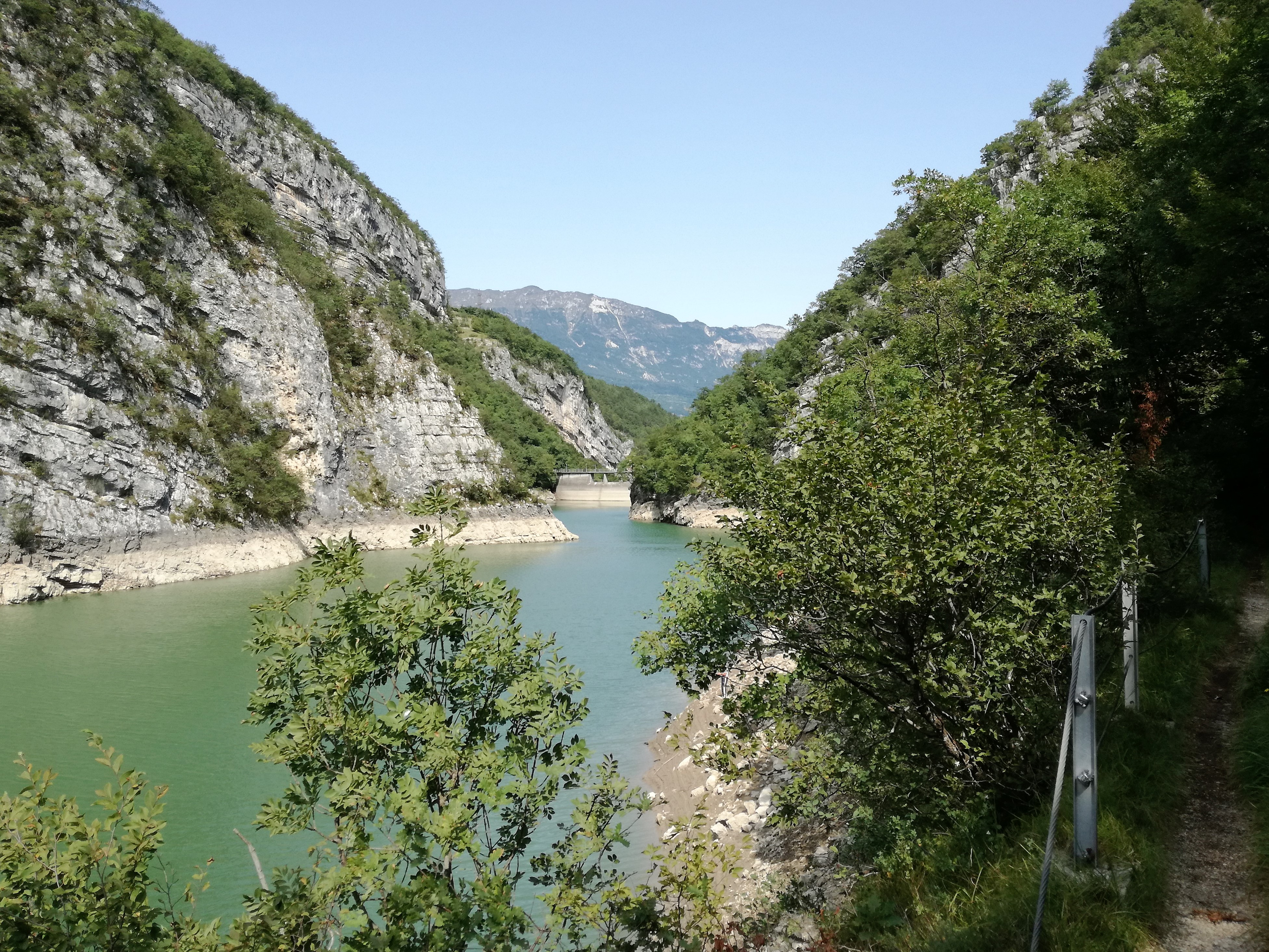
Stausee San Colombano